# Primo ! Priorité Monaco
Prioridad Monaco (Priorité Monaco, "Primo!") fue un partido político monegasco fundado en septiembre de 2017. Ganó las elecciones al Consejo nacional, el parlamento del principado, en febrero de 2018 con cerca del 58 % de los sufragios. El partido está dirigido por Stéphane Valeri, antiguo ministro monegasco de Asuntos sociales y de Salud y antiguo presidente del Consejo nacional.

## Historia
Stéphane Valeri, ministro de Asuntos sociales y de Salud del gobierno monegasco, dimite de su plaza el 31 de mayo de 2017, dimisión que anuncia oficialmente desde el 24. El 19 de septiembre siguiente, funda un nuevo partido político, nombrado Primo ! Priorité Monaco con el cual se presenta a las elecciones generales de 2018.
En  2018, su partido obtiene 58 % de los sufragios durante estas elecciones, obteniendo así 21 de los 24 escaños del Consejo nacional.

## Elecciones nacionales
| Año  | Votos  | %     | Escaños | Gobierno            |
| ---- | ------ | ----- | ------- | ------------------- |
| 2018 | 63.806 | 57,71 | 21/24   | Gobierno en mayoría |